# 金沢市立花園小学校
金沢市立花園小学校（かなざわしりつ はなぞのしょうがっこう）は、石川県金沢市今町にある公立小学校。通称は花小（はなしょう）。
市の北部を学区としている。2024年度の児童数は118人、学級数は8学級（特別支援学級含む）。

## 沿革
- 1876年（明治9年）6月8日 - 第二大学第二十二中学区今町小学校として、今町村ヘの20番地の民家に開校[2][3]。
- 1878年（明治11年）8月9日 - 今町村ル103番地に新校舎を落成。通学区域を変更[3]。
- 1886年（明治19年）
  - 4月 - 通学区域を変更[4]。
  - 6月3日 - 恵迪小学校と統合し、二日市の民家および今町村の道場を借用して授業開始[4]。
  - 11月20日 - 今町村ヌ34番地（現在地）に新校舎を落成[2]。
- 1890年（明治23年）1月 - 教科目に手工科を追加[5]。
- 1891年（明治24年）4月 - 教科目に農業科と中蚕科を追加[5]。
- 1892年（明治25年）
  - 4月1日 - 小学校令の改正を受け、「今町尋常小学校」への改称や通学区域の変更を実施[5]。
  - 6月6日 - 教科目に裁縫科を追加[5]。
  - 7月25日 - 教科目に図書科を追加[5]。
- 1902年（明治35年）9月8日 - 校舎を改修[2]。
- 1905年（明治38年）
  - 3月20日 - 教科目に手工科を追加[5]。
  - 11月14日 - 今町農業補習学校を併設[6]。
- 1908年（明治41年）4月1日 - 高等科を開設し、「今町尋常高等小学校」に改称[7]。
- 1910年（明治43年）12月31日 - 校舎を増築[8]。
- 1913年（大正2年）10月 - 校地を拡張[8]。
- 1915年（大正4年）12月7日 - 校舎を増築[9]。通学区域を変更[2]。
- 1916年（大正5年）1月15日 - 今町女子裁縫学校を併設[10]。
- 1917年（大正6年）11月 - 校舎を増設[11]。
- 1920年（大正9年）12月 - 花園村立図書館を開設[12]。
- 1923年（大正12年）
  - 3月26日 - 今町出身者から校旗を寄贈される[5]。
  - 4月1日 - 今町農業補習学校が花園村立農業補習学校に改称し、通年での授業に延長[13]。
- 1924年（大正13年）3月 - 御真影奉置所（奉安殿）を設置[5]。
- 1935年（昭和10年）4月 - 花園村立青年学校を併設[14]。
- 1941年（昭和16年）4月1日 - 国民学校令施行により、「花園村立花園国民学校」に改称[2]。
- 1947年（昭和22年）4月1日 - 学制改革により、「花園小学校」に改称[2]。
- 1949年（昭和24年）3月10日 - 校舎を増改築[2]。
- 1954年（昭和29年）6月1日 - 村合併により森本町となり、「森本町立花園小学校」に改称[2]。
- 1962年（昭和37年）6月1日 - 金沢市への編入合併により、「金沢市立花園小学校」に改称[2]。
- 1966年（昭和41年）8月 - プールを落成[2]。
- 1977年（昭和52年）3月24日 - 改築第1期工事を実施[2]。
- 1978年（昭和53年）3月10日 - 改築第2期工事を実施[2]。
- 1979年（昭和54年）3月15日 - 体育館を落成[2]。
- 1986年（昭和61年）4月1日 - 浅丘小学校を統合。区域の一部を学区に編入[2]。
- 1997年（平成9年）4月1日 - 特色ある学校づくり支援校に指定される（2年間）[2]。
- 1998年（平成10年）9月1日 - 校舎の東半分を大規模改築。オープンルームや図書室を新設[2]。
- 1999年（平成11年）9月1日 - 校舎の西半分を大規模改築。パソコンルームや保健室を新設[2]。
- 2004年（平成16年）4月1日 - 3学期制から2学期制へ移行。小中一貫英語教育を開始[2]。
- 2010年（平成22年） - ユネスコスクールに加盟。体育館の耐震補強工事を実施[15]。
- 2014年（平成26年）4月1日 - 2学期制から3学期制へ移行[16][17]。
- 2018年（平成30年） - コミュニティ・スクールとなり、学校運営協議会を設置[15]。

## 服装
- 平常時は標準服の着用が義務付けられている。

## 施設概要
主な施設を掲載。校地面積は8,228 m2で、うち1,267 m2は借地である。
- 校舎 - 面積は3,105 m2[1]。
- 体育館 - 1979年竣工。面積は627 m2[1]。
- プール
- 校庭 - 面積は5,525 m2[1]。

## 学区
- 今町、二日市町、岸川町、利屋町、月影町、花園八幡町、四坊高坂町、四坊町、浅丘町、榎尾町[18]

## 進学先中学校
- 金沢市立森本中学校[19]

## アクセス
- 北鉄バス「今町」停留所から徒歩で約5分

## 周辺
- 花園文化センター
- 八幡神社
- 聖徳寺

## 著名な出身者
- 八田與一 - 水利技術者[20]